# Topoľčiansky park
Topoľčiansky park je chráněný areál na okraji Tribečských vrchů na Slovensku. Nachází se v katastrálním území obce Topoľčianky v okrese Zlaté Moravce v Nitranském kraji. Území bylo vyhlášeno v roce 1982 a má rozlohu 10,33 hektaru. Předmětem ochrany je mimořádně cenný historický park u topoľčianského kaštelu, jeden z největších a nejstarších na Slovensku. Někteří jedinci v parku pocházejí z let 1800–1810. Celkově v parku roste více než tři sta taxonů dřevin.